# Casa Oller (Cassà de la Selva)
La Casa Oller és una obra del municipi de Cassà de la Selva (Gironès) inclosa en l'Inventari del Patrimoni Arquitectònic de Catalunya.

## Descripció
La façana molt senzilla de composició acadèmica. Destaquen les grans obertures de la planta baixa i els balcons del primer pis. Utilització de la pedra natural per formalitzar la planta baixa, així com per emmarcar les obertures del primer pis. Baranes de ferro forjat. Cal destacar l'ampli jardí que hi ha al darrere de l'edifici.

## Història
Anteriorment hi havia un edifici escolar en el mateix indret. L'any 1918-20 es reformà tot l'edifici i es transforma en habitatge. Actualment és desocupat.